# 一条さゆり
一条 さゆり（初代）（いちじょう さゆり、1929(27?)年6月10日 - 1997年8月3日）は日本のストリッパー、ポルノ女優。本名は池田和子。埼玉県川口市出身。1960 - 70年代にかけて一世を風靡した。

## 経歴
金物職人の父親とその妻との間の7番目の次女として生まれ、7歳で実母と死別、年の離れた姉と離別後、父親が再婚したものの、継母からの冷たい仕打ち、異母弟の死などにより15歳の時（1942年頃）家出した。
満18歳(16歳？)の時に、東京都多摩郡で終戦を迎え、最初はパンパンをし、21歳の時にホステスとなり、最初の結婚をする。後に夫とは死別、息子は生後半年で施設に預けられ、後に親族に養子に引き取られた。
1955年頃、国際劇場（横浜市）でストリップにデビュー。東京、名古屋、大阪などで活動。芸名は赤羽マリ、リオ椿から、1966年に一条さゆりに改名。その半生をつづった駒田信二の実録小説『一条さゆりの性』で人気に火がつき、「ストリップの女王」と言われた。1967年 - 1973年（引退翌年）まで11PM（よみうりテレビ制作・通称大阪イレブン）のレギュラーを務めたことにより人気が加速する。また、新左翼やウーマンリブなどの活動家から「特出しの女王」「反権力の象徴」と祭り上げられた。1973年には本人出演で、その半生を描いた映画『一条さゆり 濡れた欲情』も作られた。
SM的な演出と「特出し」などの観客を喜ばせることに徹した芸により、1972年に引退するまで公然猥褻罪で9回検挙されている。1972年の引退興行中に大阪府警に猥褻物陳列罪で逮捕され、「ストリップは大衆娯楽、猥褻にはあたらない」として最高裁まで争うも懲役刑が確定し、和歌山刑務所へ収監された。出所後はスナックを経営していたが、交通事故に遭って倒産。1988年（昭和63年）7月には、交際中の男性に放火されて全身やけどの被害を負った。1986年12月、日活ロマンポルノを中心に1980年代初め頃から活躍していた女優、萩尾なおみの二代目襲名を公認した。
晩年は労働者の街、大阪市西成区の釜ヶ崎で暮らした。その生活ぶりは、近所の飲食店での数時間の労働で得た僅かな日銭で生計を立て、釜ヶ崎解放会館内の三畳間で寝泊まりをするという非常に質素なものだったという。
1997年8月3日、肝硬変の悪化で死去、68歳没（1937年生まれ説では60歳）。
一条と数年交際し、その最期をみとったルポライター加藤詩子の著書「一条さゆりの真実－虚実のはざまを生きた女」に、公にされている経歴や伝説的なイメージに誤りが数多くあることが、綿密な関係者取材を重ねた上で、述べられている。

## 出演映画
- 温泉スッポン芸者（1972年、東映、監督：鈴木則文）
- 一条さゆり 濡れた欲情（1972年、日活、監督：神代辰巳）

## 関連文献
- 『ドキュメントまいど・・・「日本の放浪芸」　一条さゆり・桐かおるの世界 〜小沢昭一が訪ねたオールA級特出特別大興行〜 』（監修・小沢昭一）P470〜472 - 本人のステージの模様が記載されている。
- 『踊る菩薩』（小倉孝保著 講談社）[7]
- 『R★P ロマンポルノ』てしろぎたかし、久麻當郎著、ICE。関係者や日活への取材をもとにした”実録”マンガ。[8]